# التقطع في الجهاز العصبي لدى الإنسان
التقطع هو الخاصية الفيزيائية التي ينقسم عبرها جسم الإنسان إلى وحدات فرعية متكررة تُدعى القطع، التي تتوزع على طول محور طولي. لدى البشر، تتميز خاصية التقطع الملاحظة في الجهاز العصبي بأهمية بيولوجية وتطورية. يُعتبر التقطع عملية تطورية حاسمة ومتعلقة بتشكيل مجموعات خلوية ذات سمات مختلفة وقطعها، وتوليد الخصائص المتعلقة بالمكان لمجموعات الخلايا هذه وتنظيمها داخل الأنسجة وعلى طول المحور الجنيني.

## مقدمة
يتكون الجهاز العصبي لدى البشر من الجهاز العصبي المركزي (سي إن إس)، الذي يضم الدماغ والنخاع الشوكي، والجهاز العصبي المحيطي (بّي إن إس) المؤلف من الألياف العصبية المتفرعة عن النخاع الشوكي إلى جميع أنحاء الجسم. يشارك كلا جزأي الجهاز العصبي بفعالية في توصيل الإشارات بين مختلف أجزاء الجسم من أجل ضمان النقل السلس والفعال للمعلومات المتحكمة بحركة العضلات وتنسيقها، والمنظمة لوظائف الأعضاء. تتلقى العصبونات، التي تشكل الوحدة الأولية للجهاز العصبي، الرسائل الواردة من التغصنات، وتنقل المعلومات على شكل إشارة كهربائية أسفل المحوار وتحرر النواقل الكيميائية المعروفة باسم النواقل العصبية، ما يؤدي إلى تحويل الإشارة الكهربائية إلى إشارة كيميائية.

## التقطع في الجهازين العصبيين المركزي والمحيطي
في الجهاز العصبي المركزي (سي إن إس) لدى الفقاريات، توجد ثلاث قطع رئيسية ذات خصائص مورفولوجية وتطورية فريدة وتشمل – قسيم أمامي، وقسيم معيني ونخاعي. على الرغم من وجود مجموعات أخرى من الكائنات الحية في الأصانيف مسمية الفم، يُعتبر تحاوز دماغ الفقاريات إلى قطع على طول المحور الأمامي – الخلفي (محور إيه بّي) سمة مميزة للمجموعة. يتأثر التقطع في الجهاز العصبي المحيطي بشدة يجسيدات الأديم المتوسط القسامية. تحدث إعادة الترتيب محدثة التخلق للجسيدات إلى أديم البضعة العضلية المؤلف من الجزء الظهري للجسيدة والبضعة العظمية مع الحفاظ على نمط التقطع. يشكل أديم البضعة العضلية، الذي يحافظ على الخصائص الظهارية من أصله، الأدمة والعضلات الهيكلية، بينما تعطي البضعة العظمية كلًا من العمود الفقري والاضلاع. يشكل النمو الانتقائي للمحاور العصبية الحسية والحركية خلال البضعة العظمية الأمامية للجسيدات السبب الأساسي خلف تقطع الجهاز العصبي الملاحظ في العصبونات النخاعية. في الحقيقة، تمتلك الاختلافات الجزيئية بين الجسيدات تأثيرًا عميقًا على حركة خلايا العرف العصبي، والمحوار الحركي والمحوار الحسي إذ توجد إشارات إثارة وتثبيط مشاركة في تطور هذه البنى. ثبت وجود تأثير ضئيل للجزيئات مثل بوتريلكولين ستراز، وتيناسين ومستضد «إم 7412»، ذات التأثير المحدود في البضعة العظمية الأمامية للجسيدات، على التقطع. بالإضافة إلى ذلك، تشير عدم مشاركة الجزيئات مثل الفبرونكتين واللامينين التي يُعبر عنها على نطاق واسع في الجسيدة في عملية التقطع إلى ضآلة دور البضعة العظمية الأمامية للجسيدة على تقطع الجهاز العصبي المحيطي. ومع ذلك، يتبع التقطع الملاحظ في الجهاز العصبي المحيطي الجزيئات المعبر عنها انتقائيًا مثل تي-كادرين، وبروتينات ربط ليكتين الفول السوداني 48 و55 كيه (بّي إن إيه) والبروتيوغليكان مثل الكولاجين IX، والفيريسيكان والبروتيوغليكان الرابط للسيتوتاكتين في البضعة العظمية الخلفية للجسيدات. تمارس هذه الجزيئات تأثيرها القوي على نمط التقطع بواسطة تقييد النمو الناتج من المنطقة. في الواقع، تشكل هذه المواد الكيميائية التثبيطية التي يُعبر عنها في البضعة العظمية الخلفية أساس نمط التقطع الملاحظ في الجهاز العصبي لدى الفقاريات. باختصار، يُشتق الترتيب التقطعي للجهاز العصبي المحيطي (بّي إن إس) الملاحظ لدى الفقاريات من تقسيم البضعة العظمية إلى أجزاء أمامية وخلفية.